# Israëlische parlementsverkiezingen 2009

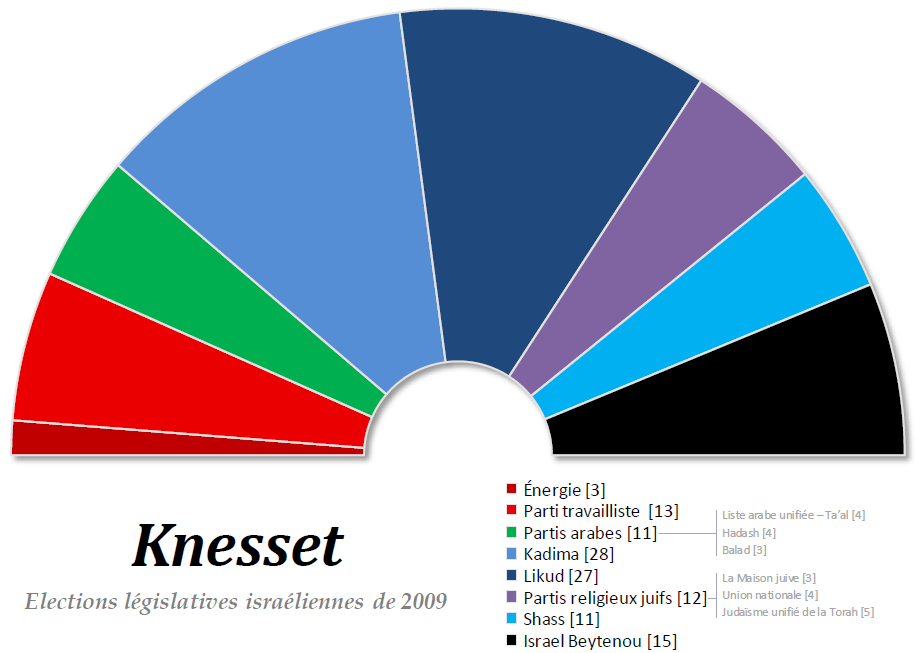

Op 10 februari 2009 werden er in Israël verkiezingen gehouden voor de 18e Knesset. De nieuwe parlementsverkiezingen waren noodzakelijk geworden na het ontslag eind juli 2008 van premier Ehud Olmert als partijleider van Kadima en het mislukken van zijn opvolger Tzipi Livni om een meerderheidsregering te vormen in oktober van datzelfde jaar. Het waren vervroegde verkiezingen, aangezien de verkiezingen pas voor 2010 stonden gepland.

## Verloop

### Achtergrond
De nieuwe verkiezingen zijn noodzakelijk nadat het de beoogd premier Tzipi Livni niet lukte een meerderheidsregering te vormen. De leidster van de Kadima-partij kreeg die taak, nadat haar voorganger Ehud Olmert was opgestapt na beschuldigingen van corruptie. Livni zei tegen het Israëlische kabinet dat partijen onmogelijke eisen hebben gesteld. Ze wist wel de Arbeidspartij aan zich te binden, maar de religieuze Shas-partij haakte vrijdag af. Shas eiste onder meer garanties over de status van Jeruzalem, maar daarover werd geen akkoord bereikt. De Arbeidspartij vond toen de meerderheid die met de overgebleven partijen gevormd kan worden, te klein.
"Toen het me duidelijk werd dat iedereen en elke partij de kans wilde uitbuiten om eisen te stellen die diplomatiek en economisch onhaalbaar waren, heb ik besloten om de besprekingen af te gelasten en verkiezingen te vragen", aldus Livni. Palestijnen vrezen dat dit besluit de toch al kwetsbare vredesonderhandelingen weer maanden kan onderbreken. De verkiezingen kunnen bovendien oppositieleider Benjamin Netanyahu ruim baan geven voor het premierschap. Had Livni zelf een regering weten samen te stellen dan was zij de eerste vrouwelijke premier geworden sinds Golda Meir in de jaren 70 van de vorige eeuw. Analisten stellen dat die mogelijkheid door verkiezingen in het gedrang kan komen. Peilingen hebben aangetoond dat bij verkiezingen de Likoed-partij en voormalig premier Benjamin Netanyahu weer aan de macht zouden kunnen komen.
Op 13 oktober bereikte Livni nog een principeakkoord met beoogd coalitiepartner Ehud Barak (Arbeidspartij). Het bereiken van dat akkoord verliep stroef. Barak eiste namelijk meer overheidsuitgaven voor onder meer onderwijs en zorg en wilde een grote persoonlijke rol bij het vredesproces met Syrië. Barak en Livni gaven allebei toe. Er zou wel meer geld komen, maar veel minder dan Barak vroeg. Diens rol in de vredesonderhandelingen zou wel iets groter worden. Barak had voor zichzelf de nieuwe functie van ‘senior vicepremier’ bedongen. Over de hoofdlijnen van het beleid zijn Kadima en de Arbeidspartij het meestal wel eens. Beide zijn voor voortzetting van de gesprekken met de Palestijnse Autoriteit, geleid door Mahmoud Abbas. Partijen aan de rechterkant, zoals Likoed en Jisrael Beeténoe willen die gesprekken opschorten.
President Shimon Peres had parlementsvoorzitster Dalia Itzik op 27 oktober tijdens de opening van de winterzittingsperiode van de Knesset meegedeeld dat er geen meerderheid voor de vorming van een regering is. Verwacht werd dat het parlement zich binnenkort zelf zou ontbinden. Ehud Olmert, die tot de nieuwe verkiezingen aan het hoofd van een overgangsregering staat, benadrukte voor de Knesset dat hij verder in functie zal blijven. "Er moeten beslissingen genomen worden en een staat bestuurd worden", zei Olmert.

### Peilingen en uitslag
In de peilingen stond Likoed op winst. Ook gaven de peilingen aan dat de nieuwe Knesset een flink stuk zou verrechtsen. Hét verkiezingsthema was de nationale veiligheid, vooral vanwege de raketbeschietingen door Hamas en andere Palestijnse groeperingen vanuit de Gazastrook op Israëlisch grondgebied en het daaropvolgende Israëlische militaire optreden in de Gazastrook eind 2008 begin 2009. Nadat de verkiezingen waren gehouden, bleek rechts inderdaad de winnaar te zijn, ze vergaarde 65 zetels, links 55.
Wel wist Kadima (28 zetels) Likoed (27 zetels) net voor te blijven. Een reden voor de eerste plaats van Kadima kan mede het onkreukbare imago van haar leidster Tzipi Livni zijn; in tegenstelling tot veel andere (mannelijke) politici kleven er geen schandalen aan haar. Wel boekte Likoed ten opzichte van de vorige verkiezingen een zeer forse winst. Ook de rechts-nationalistische Jisrael Beeténoe (15 zetels) van Avigdor Lieberman won zetels en kwam op de derde plaats terecht, hetgeen ten koste ging van de verliezende Arbeiderspartij (13 zetels) van Ehud Barak, die naar een vierde plaats afzakte.
Zowel Kadima-leidster Tzipi Livni als Likoed-leider Benjamin Netanyahu eisten de overwinning voor zich op. Livni wil een regering van nationale eenheid vormen, bestaande uit Kadima, Likoed en Arbeiderspartij, met haar als premier. Ook Netanyahu heeft zijn zinnen op het premierschap gezet maar ziet in tegenstelling tot Livni niets in de oprichting van een Palestijnse staat. Ook hij wil een regering van nationale eenheid, maar is desgewenst bereid met gelijkgezinde partners op het rechtse erf, zoals onder andere Jisrael Beeténoe en Shas, een coalitie te vormen.

## Coalitievorming
Na enkele dagen werd duidelijk dat er een coalitieregering tussen Likoed en Jisrael Beeténoe zit aan te komen, nadat Jisrael Beetenoe-leider Avigdor Lieberman president Shimon Peres had geadviseerd om Likoed-leider Benjamin Netanyahu met de regeringsvorming te belasten. Lieberman sprak zich uit voor een brede coalitie of "eenheidsregering", waarin naast zijn partij ook Likoed en Kadima zetelen. Zo'n coalitie zou 70 van de 120 zetels in de Knesset bezetten. Lieberman is evenwel niet te vinden voor het idee om het ambt van premier te laten roteren tussen Netanyahu en Kadima-leidster Livni. Volgens de Israëlische militaire radio kan Peres nu niet anders dan Netanyahu als formateur aanstellen. Maar de president moet wel eerst, zoals de wet voorschrijft, zijn consultatieronde met alle in de Knesset vertegenwoordigde partijen afronden.
Op 20 februari 2009 kreeg Benjamin Netanyahu de opdracht om de volgende Israëlische regering te vormen, aldus de president. Voor deze opdracht zal Netanyahu zes weken de tijd krijgen. Het is na Israëlische verkiezingen gebruikelijk dat de president de leider van de grootste partij vraagt formateur te worden. De enorme verkiezingswinst van de rechtse Likoed heeft Peres nu bewogen de op een na grootste partij deze opdracht eerst te geven. Het is voor het eerst in de Israëlische parlementaire geschiedenis dat de grootste partij niet meteen wordt gevraagd een regering te vormen. Het blok van rechtse en religieuze partijen, waarvan Likoed deel uitmaakt, heeft sinds de verkiezingen een meerderheid in de Knesset. Na de stembusgang zei Netanyahu dat de nieuwe regering boven alles "zionistisch" moet zijn. Netanyahu kan kiezen: hij kan met Jisrael Beeténoe, Shas en andere rechtse en -religieuze partijen afspreken dat ze alleen met elkaar een coalitie willen vormen. Dan is de rol van Livni in de formatie uitgespeeld, want het is onmogelijk zonder deze partijen een meerderheid in de Knesset samen te stellen. Netanyahu kan ook toestemmen in een gesprek met Livni om een coalitie te vormen, op voorwaarde dat hij de minister-president wordt. In de jaren negentig was hij ook al premier van Israël.
Netanyahu haalde direct hard uit naar Iran: "Iran wil kernwapens en is de grootste bedreiging van ons bestaan sinds de onafhankelijkheidsoorlog". De Palestijnse president Mahmoud Abbas reageerde uiterst terughoudend op de aanstelling van Netanyahu. "Wij doen geen zaken met de Israëlische regering tenzij die de tweestatenoplossing accepteert, de kolonisatie van bezet land stopzet en bestaande akkoorden respecteert", aldus een woordvoerder. De Palestijnse terreur- en verzetsbeweging Hamas noemde Netanyahu "de meeste extremistische en gevaarlijkste politicus" van Israël en voorziet "geen periode van vrede en stabiliteit in de regio".
Na overleg met Netanyahu besloot Kadima-leider Livni niet samen te werken met Netanyahu. Zij wil namelijk doorgaan met het vastgelopen vredesproces met de Palestijnse staat. Netanyahu voelt niets voor de zogeheten ‘tweestatenoplossing’, die Livni én het Westen graag zien. Praten over een Palestijnse staat betekent impliciet bereid zijn tot het opgeven van nederzettingen op de bezette Westelijke Jordaanoever. Daar zijn Netanyahu en Lieberman beiden fel tegen.
Netanyahu besloot toen te praten met de rechtse partij Jisrael Beeténoe van Avigdor Lieberman. Op 16 maart sloot de Likoed-leider een coalitieakkoord met Lieberman. Er werd overeengekomen dat Lieberman de nieuwe minister van Buitenlandse Zaken zou worden. Hij wil desnoods met een aanval voorkomen dat Iran een kernmacht wordt. Politieke commentatoren vragen zich af hoe Lieberman gezien zijn rechtse opvattingen met zijn Amerikaanse collega Hillary Clinton om zal gaan.
Op 23 maart sloot Netanyahu ook een akkoord met het charedische Shas. Analisten twijfelen echter aan een samenwerking tussen Lieberman en Shas. Lieberman is sterk anti-religieus en eist van Netanyahu dat de nieuwe regering de rechten van niet-orthodoxe Israëli's verbetert. De Israëlische politiek houdt zich de laatste jaren erg bezig met deze tegenstellingen.
Op 20 maart kreeg Netanyahu van president Shimon Peres twee weken extra de tijd om een regering te vormen. Netanyahu had namelijk nog de steun nodig van minimaal één politieke partij, en hij heeft zich gericht op de Arbeiderspartij van Ehud Barak. Alhoewel Barak in eerste instantie weigerde met Lieberman in zee te gaan, heeft hij toch besloten te gaan praten met Netanyahu, om het effect van een louter rechtse coalitie te neutraliseren.

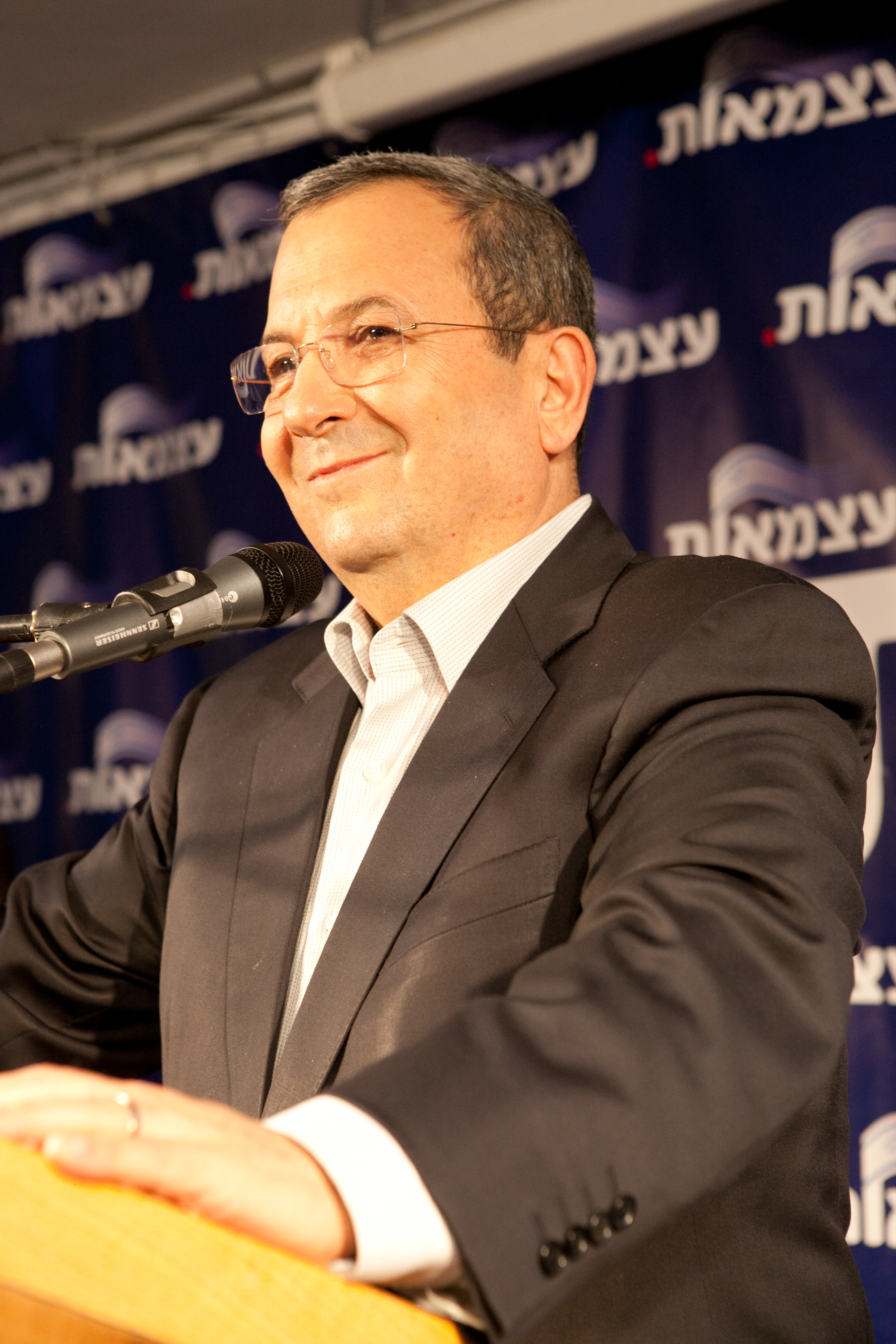
Arbeiderspartij-leider Ehud Barak

Op 24 maart werd een akkoord gesloten tussen Barak en Netanyahu over een samenwerking. Volgens het akkoord engageerde Likoed zich om de vredesonderhandelingen met de Palestijnen voort te zetten en de reeds ondertekende akkoorden te respecteren. Ook zou Ehud Barak zijn huidige functie als minister van Defensie kunnen behouden. Het akkoord voorziet verder dat er werk gemaakt wordt van de strijd tegen de bouw van illegale nederzettingen en de willekeurige kolonisatie op de Westelijke Jordaanoever. Met de steun van de Arbeidspartij zou Netanyahu aan 66 van de 120 zetels in het parlement komen. De samenwerking tussen Netanyahu en Barak moest wel door de leden van de Arbeiderspartij worden goedgekeurd. In een stormachtige vergadering stemden 680 en 507 tegen een deelname aan de regering-Netanyahu. Zeven van de dertien fractieleden van de Arbeidspartij waren fel gekant tegen toetreding tot een regering-Netanyahu. Zij verkiezen een rol in de oppositie boven deelname aan een regering met extreemrechtse en ultraorthodoxe elementen. Zij vrezen dat het vredesproces in het Midden-Oosten anders volledig ondersneeuwt. Ook beschuldigden zij Barak ervan dat hij de Arbeidspartij probeert te veranderen naar het model van de extreemrechtse Yisrael Beitenu, dat bij de verkiezingen succesvol was. Toetreding tot het kabinet van Netanyahu ‘is catastrofaal voor de partij’, zei secretaris-generaal Cabel van de Arbeidspartij.

## Partijleiders

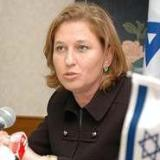
Kadima-leider Tzipi Livni
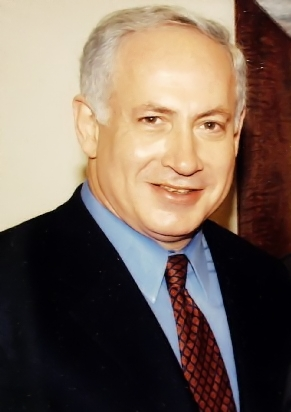
Likoed-leider Benjamin Netanyahu
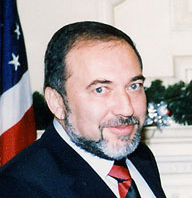
Jisrael Beeténoe-leider Avigdor Lieberman
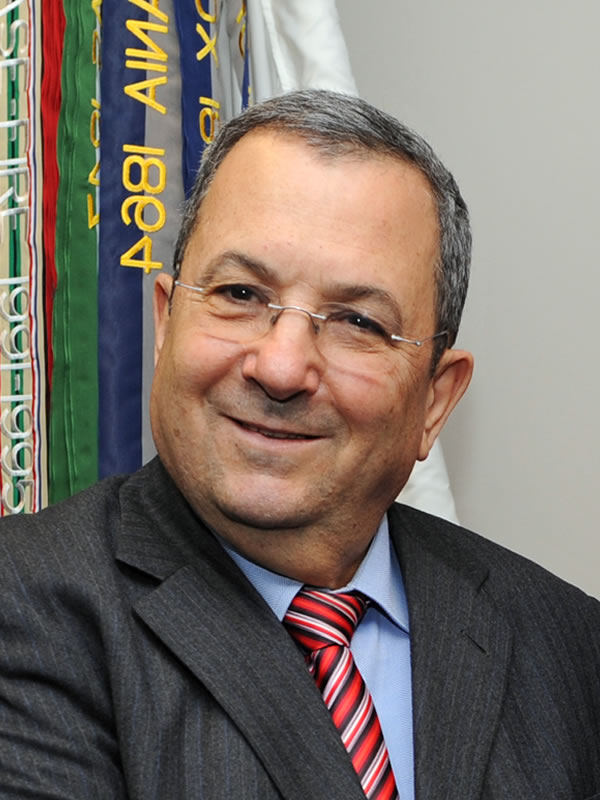
Arbeiderspartij-leider Ehud Barak
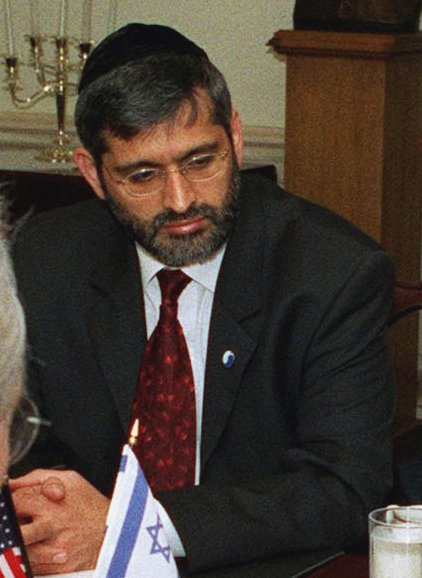
Shas-leider Eli Yishai
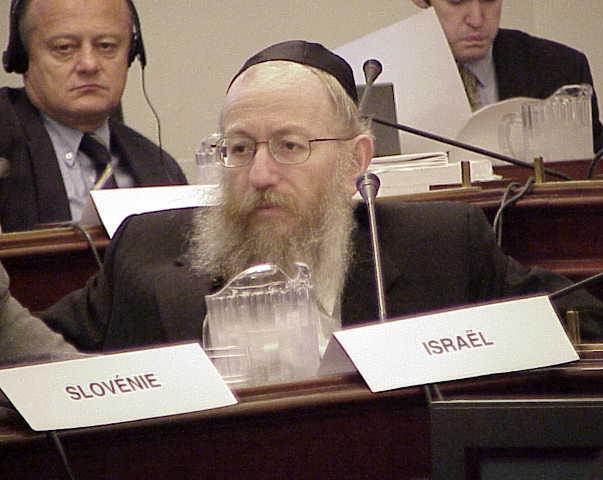
Verenigd Thora-jodendom-leider Yaakov Litzman
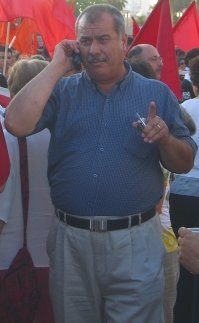
Hadash-leider Mohammad Barakeh
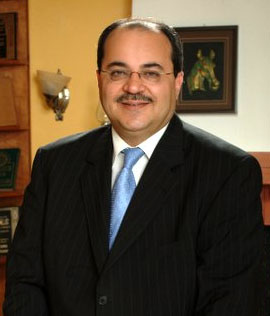
Ta'al-leider Ahmad Tibi
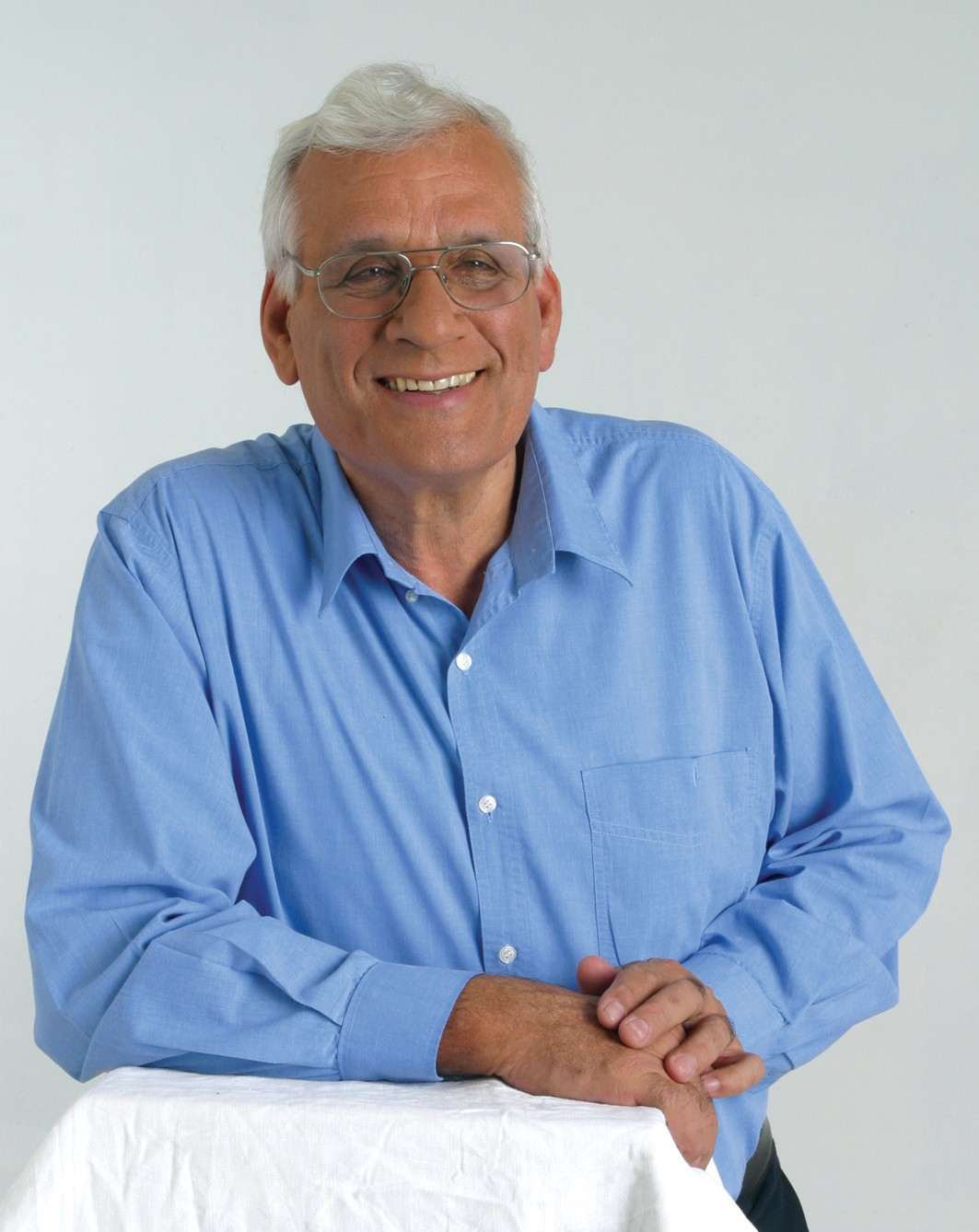
De Nieuwe Beweging-Meretz-leider Haim Oron
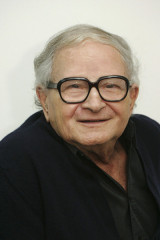
Gil-leider Rafi Eitan

## Partijen met uitslagen
De Knesset (parlement) telt 120 zetels. De verkiezingen zijn volgens de d'Hondtmethode gehouden. De leider van de grootste partij gaat voor het premierschap. Ten minste 61 leden van de Knesset moet de premierskandidaat een vertrouwensstem geven.

### Overzicht per partij
| Hebreeuwse naam                 | Letter op stembiljet | Nederlandse aanduiding                       | Volledige omschrijving in het Nederlands                      | Zetelaantal 2006 | Zetelaantal 2009 | Verschil | Informatie                                                                       |
| ------------------------------- | -------------------- | -------------------------------------------- | ------------------------------------------------------------- | ---------------- | ---------------- | -------- | -------------------------------------------------------------------------------- |
| Kadima                          | כן                   | Kadima                                       | Voorwaarts                                                    | 29               | 28               | −1       | Nieuwe partij (afsplitsing van Likoed), centristisch                             |
| Likoed                          | מחל                  | Likoed                                       | Eenheid                                                       | 12               | 27               | +15      | Centrumrechtse partij                                                            |
| Jisrael Beeténoe                | ל                    | Jisrael Beeténoe                             | Israël, Ons Vaderland                                         | 11               | 15               | +4       | Conservatief, voornamelijk gericht op Russische immigranten                      |
| Avoda                           | אמת                  | Arbeiderspartij                              | Israëlische Partij van de Arbeid                              | 19               | 13               | −6       | Sociaaldemocratische partij                                                      |
| Shas                            | שס                   | Shas                                         | Wereldunie van Sefardisch-Joodse Thora Bewaarders             | 12               | 11               | −1       | Orthodox-joods, Sefardisch                                                       |
| Jahahoedat ha-Torah             | ג                    | Verenigd Thora-jodendom                      | Verenigd Thora-jodendom                                       | 6                | 5                | −1       | Orthodox-joods, Asjkenazisch                                                     |
| Ra'am-Ta'al                     | עם                   | Ra'am-Ta'al                                  | Verenigde Arabische Lijst-Arabische Beweging voor Vernieuwing | 4                | 4                | 0        | Arabisch, islamitisch                                                            |
| Hadash                          | ו                    | Hadash                                       | Het Democratisch Front voor Vrede en Gelijkheid               | 3                | 4                | +1       | Gecombineerde Joods/Arabische partij, communistisch georiënteerd                 |
| ###                             |                      |                                              |                                                               |                  |                  |          |                                                                                  |
| Halchoed HaLe'oemie-Mafdal      | טב                   | Nationale Unie - Nationaal-Religieuze Partij | Nationale Unie - Nationaal-Religieuze Partij                  | 9                | /                | −9       | Religieus-zionistisch, nationalistisch; lijstverbinding Mafdal en Nationale Unie |
| Gesplitst in:                   |                      |                                              |                                                               |                  |                  |          |                                                                                  |
| Halchoed HaLe'oemie             |                      | Nationale Unie                               | Nationale Unie                                                | /                | 4                | +4       | Rechts                                                                           |
| HaBajiet HaJehoedie             |                      | Het Joodse Huis                              | Het Joodse Huis                                               | /                | 3                | +3       | Rechts-zionistisch                                                               |
| ###                             |                      |                                              |                                                               |                  |                  |          |                                                                                  |
| Hatenoe'a HaChadasha-Meretz     | מרצ                  | De Nieuwe Beweging-Meretz                    | De Nieuwe Beweging-Vitaliteit                                 | 5                | 3                | −2       | Sociaaldemocratisch                                                              |
| Balad                           | ד                    | Balad                                        | Nationaal-Democratische Alliantie                             | 3                | 3                | 0        | Arabisch, nationalistisch                                                        |
| Gil - Gimla'ej Jisrael LaKneset | זך                   | Gil                                          | Gepensioneerden van Israël in de Knesset                      | 7                | 0                | −7       | Partij voor gepensioneerden en ouderen                                           |
| Meemad                          |                      | Meemad                                       | Joodse Staat, Democratische Staat                             | /                | 0                | 0        | Links, religieus-zionistisch                                                     |
| HaJeroekim                      | רק                   | HaJeroekim                                   | Groene Partij van Israël                                      | 0                | 0                | 0        | Ecologisch                                                                       |
| Totaal                          |                      |                                              |                                                               | 120              | 120              | 0        |                                                                                  |

Bron: Haaretz

### Grafische zetelverdeling
| 18e en nieuw gekozen Knesset | 18e en nieuw gekozen Knesset | 18e en nieuw gekozen Knesset                    | 18e en nieuw gekozen Knesset | 18e en nieuw gekozen Knesset                                                | 18e en nieuw gekozen Knesset | 18e en nieuw gekozen Knesset | 18e en nieuw gekozen Knesset | 18e en nieuw gekozen Knesset               | 18e en nieuw gekozen Knesset | 18e en nieuw gekozen Knesset | 18e en nieuw gekozen Knesset | 18e en nieuw gekozen Knesset | 18e en nieuw gekozen Knesset | 18e en nieuw gekozen Knesset | 18e en nieuw gekozen Knesset | 18e en nieuw gekozen Knesset | 18e en nieuw gekozen Knesset | 18e en nieuw gekozen Knesset | 18e en nieuw gekozen Knesset | 18e en nieuw gekozen Knesset | 18e en nieuw gekozen Knesset | 18e en nieuw gekozen Knesset | 18e en nieuw gekozen Knesset | 18e en nieuw gekozen Knesset | 18e en nieuw gekozen Knesset | 18e en nieuw gekozen Knesset | 18e en nieuw gekozen Knesset | 18e en nieuw gekozen Knesset | 18e en nieuw gekozen Knesset |  | 17e Knesset | 17e Knesset | 17e Knesset | 17e Knesset | 17e Knesset | 17e Knesset | 17e Knesset | 17e Knesset | 17e Knesset | 17e Knesset | 17e Knesset | 17e Knesset | 17e Knesset | 17e Knesset | 17e Knesset | 17e Knesset | 17e Knesset | 17e Knesset | 17e Knesset | 17e Knesset | 17e Knesset | 17e Knesset | 17e Knesset | 17e Knesset | 17e Knesset | 17e Knesset | 17e Knesset | 17e Knesset | 17e Knesset | 17e Knesset |
| |                              |                                                 |                              |                                                                             |                              |                              |                              |                                            |                              |                              |                              |                              |                              |                              |                              |                              |                              |                              |                              |                              |                              |                              |                              |                              |                              |                              |                              |                              |                              |  |             |             |             |             |             |             |             |             |             |             |             |             |             |             |             |             |             |             |             |             |             |             |             |             |             |             |             |             |             |             |
| |                              |                                                 |                              |                                                                             |                              |                              |                              |                                            |                              |                              |                              |                              |                              |                              |                              |                              |                              |                              |                              |                              |                              |                              |                              |                              |                              |                              |                              |                              |                              |  |             |             |             |             |             |             |             |             |             |             |             |             |             |             |             |             |             |             |             |             |             |             |             |             |             |             |             |             |             |             |
| |                              |                                                 |                              |                                                                             |                              |                              |                              |                                            |                              |                              |                              |                              |                              |                              |                              |                              |                              |                              |                              |                              |                              |                              |                              |                              |                              |                              |                              |                              |                              |  |             |             |             |             |             |             |             |             |             |             |             |             |             |             |             |             |             |             |             |             |             |             |             |             |             |             |             |             |             |             |
| |                              |                                                 |                              |                                                                             |                              |                              |                              |                                            |                              |                              |                              |                              |                              |                              |                              |                              |                              |                              |                              |                              |                              |                              |                              |                              |                              |                              |                              |                              |                              |  |             |             |             |             |             |             |             |             |             |             |             |             |             |             |             |             |             |             |             |             |             |             |             |             |             |             |             |             |             |             |
| \| Kleuren: \| \| = Kadima \| \| = Likoed \| \| = Jisrael Beeténoe \| \| = Avoda (Israëlische Partij van de Arbeid) \| \| = Shas \| \| \| \| = Jahahoedat ha-Torah (Verenigd Thora-jodendom) \| \| = Halchoed HaLe'oemie (Nationale Unie)-Mafdal (Nationale-Religieuze Partij) \| \| = Hadash \| \| = Ra'am-Ta'al \| \| = Balad \| \| \| \| = HaBajiet HaJehoedie (Het Joodse Huis) \| \| = Hatenoe'a HaChadasha-Meretz (De Nieuwe Beweging-Meretz) \| \| = Gil \| \| \| \| \| |                              |                                                 |                              |                                                                             |                              |                              |                              |                                            |                              |                              |                              |                              |                              |                              |                              |                              |                              |                              |                              |                              |                              |                              |                              |                              |                              |                              |                              |                              |                              |  |             |             |             |             |             |             |             |             |             |             |             |             |             |             |             |             |             |             |             |             |             |             |             |             |             |             |             |             |             |             |
| Kleuren: |                              | = Kadima                                        |                              | = Likoed                                                                    |                              | = Jisrael Beeténoe           |                              | = Avoda (Israëlische Partij van de Arbeid) |                              | = Shas                       |                              |                              |                              |                              |                              |                              |                              |                              |                              |                              |                              |                              |                              |                              |                              |                              |                              |                              |                              |  |             |             |             |             |             |             |             |             |             |             |             |             |             |             |             |             |             |             |             |             |             |             |             |             |             |             |             |             |             |             |
| |                              | = Jahahoedat ha-Torah (Verenigd Thora-jodendom) |                              | = Halchoed HaLe'oemie (Nationale Unie)-Mafdal (Nationale-Religieuze Partij) |                              | = Hadash                     |                              | = Ra'am-Ta'al                              |                              | = Balad                      |                              |                              |                              |                              |                              |                              |                              |                              |                              |                              |                              |                              |                              |                              |                              |                              |                              |                              |                              |  |             |             |             |             |             |             |             |             |             |             |             |             |             |             |             |             |             |             |             |             |             |             |             |             |             |             |             |             |             |             |
| |                              | = HaBajiet HaJehoedie (Het Joodse Huis)         |                              | = Hatenoe'a HaChadasha-Meretz (De Nieuwe Beweging-Meretz)                   |                              | = Gil                        |                              |                                            |                              |                              |                              |                              |                              |                              |                              |                              |                              |                              |                              |                              |                              |                              |                              |                              |                              |                              |                              |                              |                              |  |             |             |             |             |             |             |             |             |             |             |             |             |             |             |             |             |             |             |             |             |             |             |             |             |             |             |             |             |             |             |